# Liostraca parallelicollis
Liostraca parallelicollis är en skalbaggsart som beskrevs av Pouillaude 1919. Liostraca parallelicollis ingår i släktet Liostraca och familjen Cetoniidae. Inga underarter finns listade i Catalogue of Life.